# Tubul
Tubul (en mapudungun: "viento fuerte'') es una localidad chilena perteneciente a la comuna de Arauco, en la región del Biobío. Está ubicada frente al golfo de Arauco, a 17 km suroeste de la ciudad homónima y a unos 71 km de Concepción. En 2002, su población alcanzaba los 2031 habitantes, principalmente concentrados en la ribera del río Tubul y vinculada a la pesca, fundamental actividad económica de la localidad.
Se emplaza en el estuario del río Tubul, que en conjunto con el río Raqui, conforman el humedal Tubul-Raqui, de 2238 hectáreas, emplazamiento que es considerado como Sitio Prioritario para la Conservación de la Biodiversidad, siendo el humedal más importante de la región y un sitio clave en la conservación de aves migratorias.

## Historia
Se estima que Tubul ha sido habitado desde hace más de cuatro mil años por los pueblos lafkenches, de acuerdo a la evidencia arqueológica en sitios aledaños.
El tsunami del 27 de febrero de 2010 azotó la localidad con olas de unos 12 metros de altura, que avanzaron unos 3 km río arriba, generando importantes impactos geomorfológicos y ecológicos en el humedal, y dejando al 90% de la población local en condición de damnificados. Tras los daños del terremoto, Tubul fue incluido en el Plan de Reconstrucción del Borde  Costero de la Región del Biobío.